# Cybella
Sous-famille
Genre
Cybella, unique représentant de la sous-famille des Cybellinae, est un genre de pseudoscorpions de la famille des Feaellidae.

## Distribution
Les espèces de ce genre se rencontrent en Asie du Sud-Est,.

## Liste des espèces
Selon Judson, 2017 et Harvey, 2018 :
- Cybella bedosae Judson, 2017
- Cybella deharvengi Judson, 2017
- Cybella gelanggi Harvey, 2018
- Cybella weygoldti Harvey, 2018

## Publication originale
- Judson, 2017 : A new subfamily of Feaellidae (Arachnida, Chelonethi, Feaelloidea) from Southeast Asia. Zootaxa, no 4258(1), p. 1-33.